# 평택해양경찰서
평택해양경찰서(平澤海洋警備安全署, Pyeongtaek Coast Guard)는 해상경비, 해양안전 관리, 해상치안질서 유지, 해양오염 방지 등의 업무를 수행하기 위하여 설립된 대한민국 해양경찰청 중부지방해양경찰청 소속의 특별지방행정기관으로 평택해양경찰서장은 총경(4급 상당)으로 보한다. 경기도 평택시 포승읍 서동대로 437-27에 위치하고 있다.

## 조직
| - 경무기획과 - 경무기획계 - 청문감사계 - 경리계 - 경비구난과 - 경비구난계 - 상황실 - 122구조대 | - 해상안전과 - 안전관리계 - 해상교통계 - 장비관리과 - 정비계 - 보급계 - 정보통신계 | - 수사과 - 수사계 - 형사계 - 정보과 - 정보계 - 보안계 - 외사계 | - 해양오염방제과 - 방제계 - 예방지도계 |

## 소속기관
- 대부파출소
  - 화성출장소
  - 전곡출장소
- 안산파출소
- 평택파출소
  - 삽교호출장소
  - 한진출장소
- 당진파출소
  - 성구미출장소
  - 왜목출장소
- 대산파출소
  - 도비도출장소

## 보유 함정
- 1502함
- 317함
- 316함
- 318함
- P-31정
- P-61정
- P-73정
- P-108정
- P-109정
- P-110정
- P-128정
- 방제21호정